# Грегуар (музыкант)
Грегуа́р (фр. Grégoire, настоящее имя Грегуа́р Буассно́ (фр. Grégoire Boissenot); родился 3 апреля 1979, Санлис, Франция) — французский композитор, автор и исполнитель песен. Он выпустил несколько альбомов и имеет ряд успешных синглов во Франции, Бельгии и Швейцарии.

## Биография
Грегуар родился в городе Санлис на севере Франции. Его отец был инженером, мать — учительницей математики. В семье было четверо братьев, он был самым младшим. Учился в средней школе в Санлисе Сент-Винсента.
В 8 лет Грегуар впервые увидел концерт The Beatles, после чего его старший брат показал, как играть на фортепиано песню Let It Be. Первую песню Грегуар написал для своей первой подруги. Следующие композиции он уже сочинял с использованием фортепиано и гитары. Так как песни не приносили ему никакого дохода, ему приходилось подрабатывать, продавая компакт-диски в салоне-магазине.
Грегуар получил магистерскую степень по прикладным иностранным языкам (английскому и немецкому) в Нантере.
Жена — Элеонора де Галар, адвокат. Поженились 25 августа 2012 года. Есть сын Поль (род. 19 ноября 2012) и дочь Леопольдина (род. 17 сентября 2014). Проживают в Булонь-Бийанкур.
Является поклонником The Beatles, Jean-Jacques Goldman, Elton John, Cat Stevens, David Bowie, Léo Ferré, Bruce Springsteen и Jacques Brel.

## Музыкальная карьера
В декабре 2007 года Грегуар подписал контракт с молодым французским лейблом My Major Company, который позволяет пользователям самим продюсировать деятелей искусства. Первый сингл «Toi + Moi» помог Грегуару заработать 70 000 долларов, и 22 сентября 2008 года он выпустил одноимённый полноформатный альбом. Продюсерами альбома стали сразу 347 человек, 40 из них приняли участие в музыкальном клипе на песню «Toi + Moi». Песня сразу же вошла в эфир радио NRJ и RTL и стала хитом в Бельгии, Швейцарии, а также во французских цифровых чартах. Альбом был продан тиражом более миллиона экземпляров.
В 2009 году Грегуар был номинирован на NRJ Music Awards в категории «Французское открытие года».
В декабре 2008 года состоялся релиз его второго сингла, «Rue des étoiles», который вышел на радио в ноябре того же года. Следующим стал третий сингл, «Ta Main», музыкальный клип к которому был снят в марте 2009 года. Как указано в клипе, «Ta Main» посвящена его двум умершим братьям — Людови́ку (1969—2002, погиб в автокатастрофе) и Николя (1974—2007, самоубийство). В клипе снялась испанская актриса и модель Инес Састре.
В ноябре 2010 года Грегуар записал альбом под названием «Le Même Soleil». Песни Danse и Soleil были выпущены в виде синглов. Песня Danse заняла высокие места в популярных французских радио-чартах. Также в 2010 году Грегуар стал членом музыкальной команды Les Enfoirés.
С 16 июня по 15 сентября 2013 года Грегуар выкладывал на своих страницах в Facebook и Twitter отрывки новых песен в виде коротких видеоклипов. 16 сентября состоялся релиз альбома «Les Roses de Mon Silence», состоящего из 17 треков. В октябре 2013 года альбом стал платиновым (продано более 250 000 копий).

## Дискография
Альбомы
- Toi + Moi (2008)
- Le Même Soleil (2010)
- Les Roses de Mon Silence (2013)
- Poésies de notre enfance (2015)[6]
- À écouter d'urgence (2017)
- Vivre (2024)

Синглы
- «Toi + Moi» (2008)
- «Rue des Étoiles» (2009)
- «Ta Main» (2009)
- «Nuages» (2009)
- «Danse» (2010)
- «Soleil» (2011)
- «La Promesse» (дуэт с Жан-Жаком Гольдманом)[3] (2011)
- «On s’envolera» (2011)
- «Si tu me voyais» (2013)
- «Coup du sort» (2013)
- «Les points sur les i» (2015)
- «Liberté» (2015)